# Révkolostor község
Révkolostor község (románul: Comuna Vad) község Kolozs megyében, Romániában. Központja Révkolostor, beosztott falvai Alsóbogáta, Csatány, Déskörtvélyes, Felsőbogáta, Kálna, Tőkepataka.

## Fekvése
Kolozsvártól 76 kilométerre, Kolozs megye északi részén, a Szamosmenti-hátságon  helyezkedik el, nagyrészt a Dési-dombságon, kisebb részt a Szamos völgyében. Szomszédos községek keleten Kackó, délkeleten Dés, délen Alparét, nyugaton a Szilágy megyei Galgó és Oroszmező. A Déset Zsibóval összekötő DJ 109E megyei út halad át rajta.

## Népessége
1850-től a népesség alábbiak szerint alakult:
| Lakosok száma | 3058 | 3102 | 3800 | 4037 | 5172 | 3743 | 2286 | 2143 | 2008 | 2311 |
|               | 1850 | 1880 | 1900 | 1920 | 1941 | 1977 | 1992 | 2002 | 2011 | 2021 |

A 2011-es népszámlálás adatai alapján a község népessége 2008 fő volt, melynek 95,7%-a román, 1,12%-a roma. Vallási hovatartozás szempontjából a lakosság 89,82%-a ortodox, 3,45%-a pünkösdista, 1,77%-a baptista, 1,4%-a görög rítusú római katolikus.

## Nevezetességei
A község területéről az alábbi épületek szerepelnek a romániai műemlékek jegyzékében:
- a kálnai Szent Mihály és Gábriel arkangyalok fatemplom (LMI-kódja CJ-II-m-B-07542)
- a révkolostori Istenszülő elszenderedése templom (CJ-II-m-A-07805)